# خزف حجري

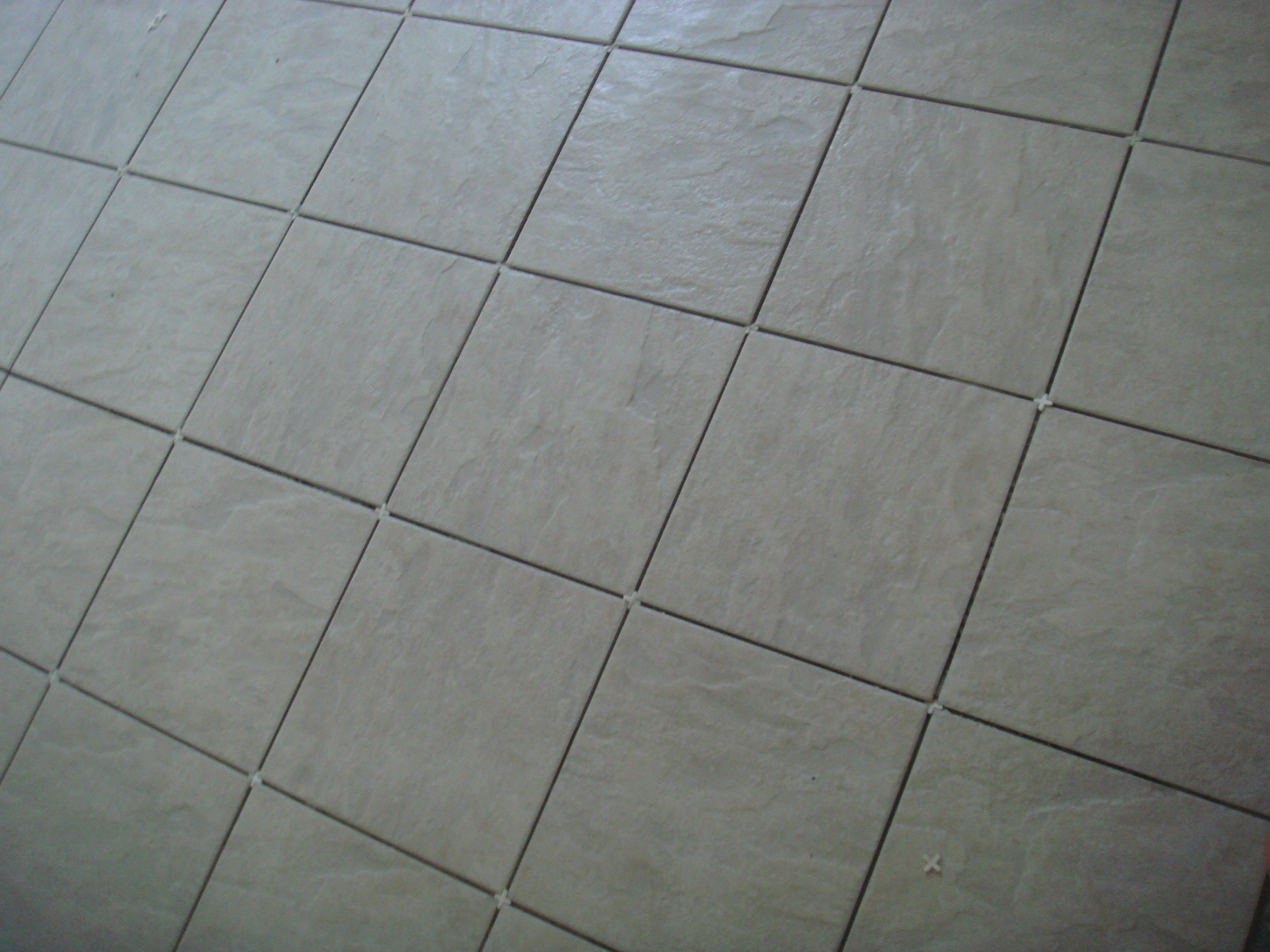
الخزف الحجري

يُحصل على الخزف الحجري أو الفخار الحجري بتلبد طين الخزف والفلسبار والكاولين والرمل والمواد الخام التي تطحن أولا (تتحول إلي طين)، ثم تسحق حتى الحصول على نعومة موحدة مناسبة للضغط.

## معرض صور

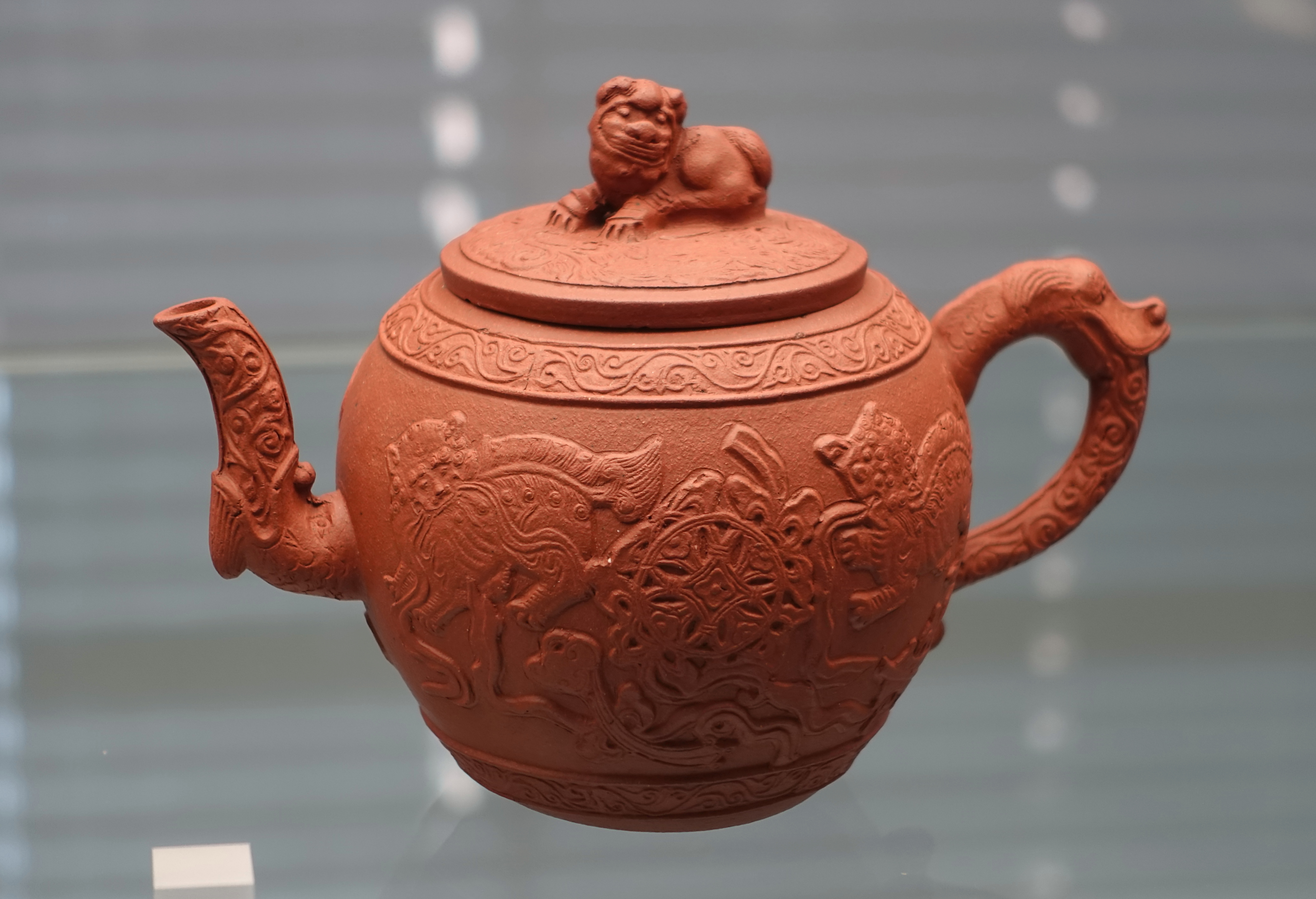
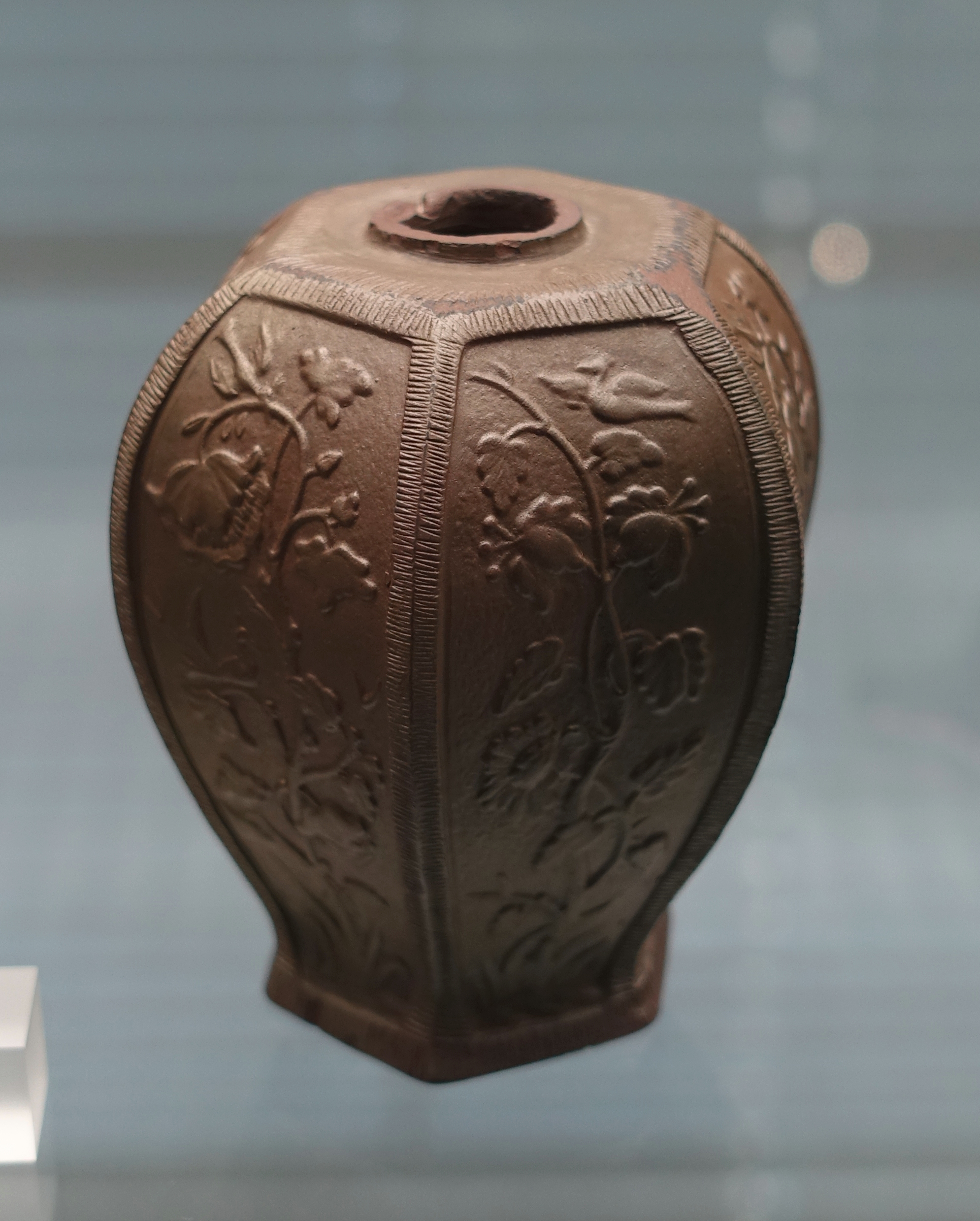
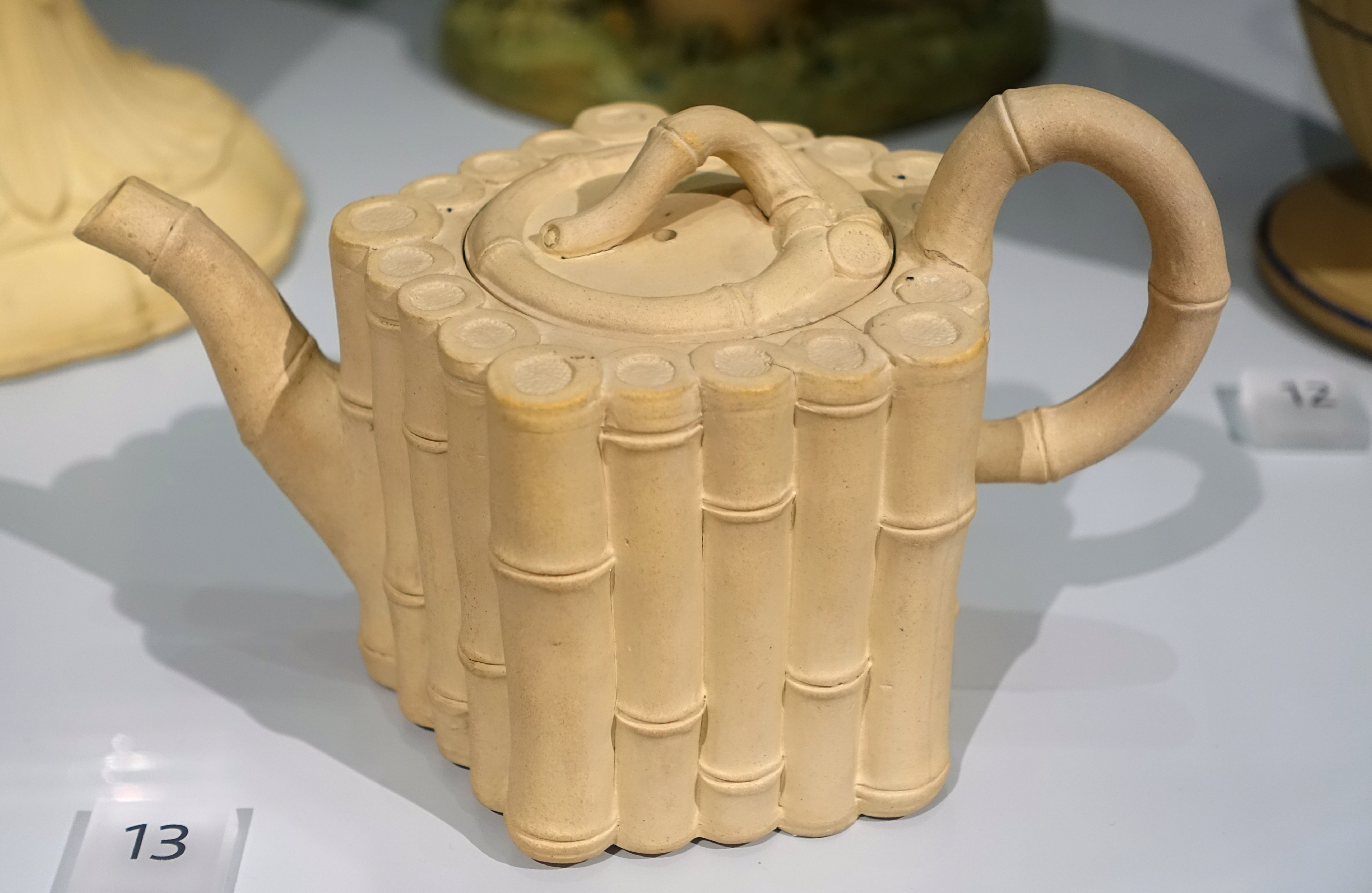
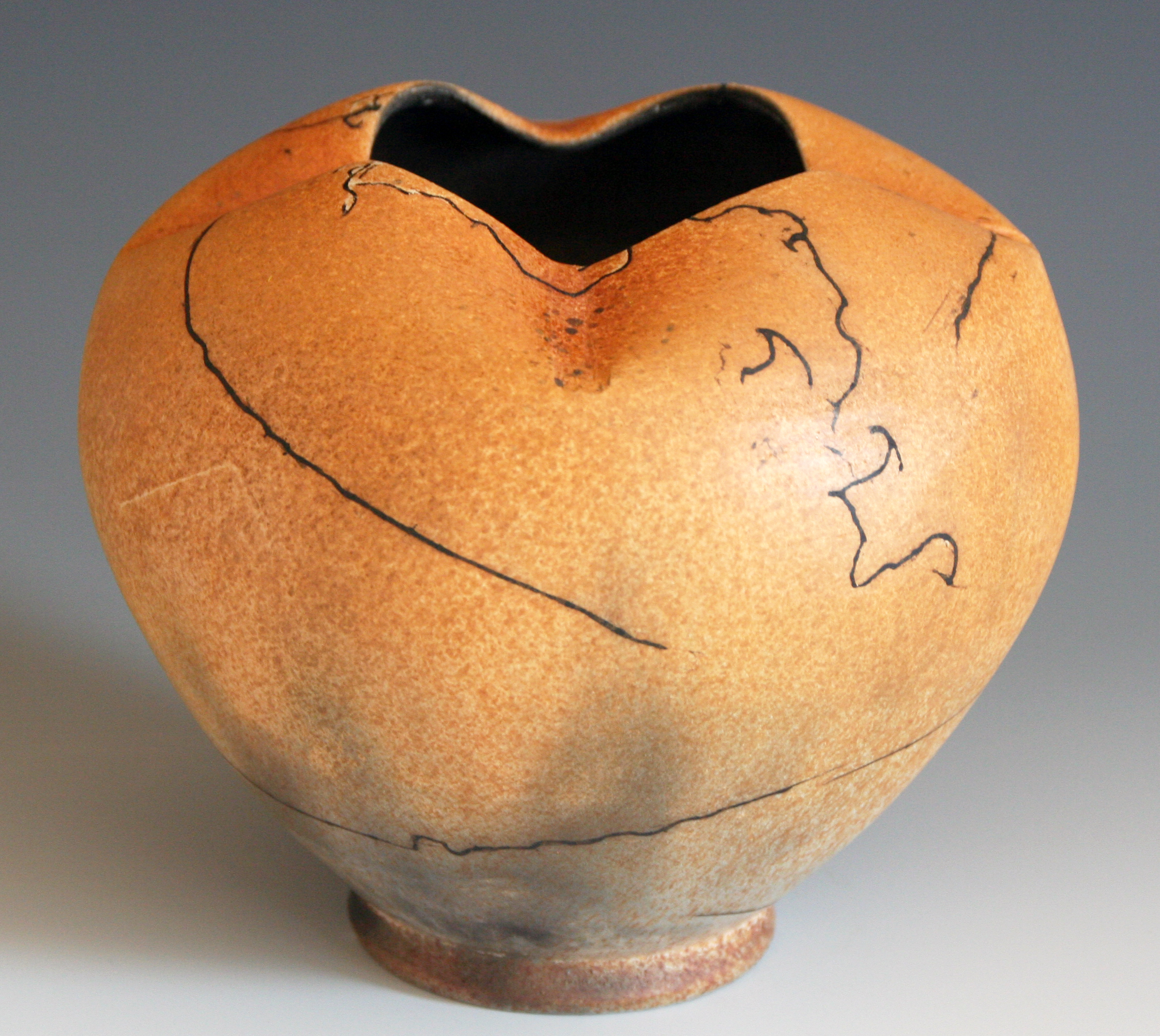